# کاشف صدیقی
کاشف صدیقی (انگلیسی: Kashif Siddiqi؛ زادهٔ ۲۵ ژانویهٔ ۱۹۸۶) بازیکن فوتبال اهل پاکستان بود.
از باشگاه‌هایی که در آن بازی کرده‌است می‌توان به باشگاه فوتبال آرسنال، باشگاه فوتبال بوستون یونایتد، باشگاه فوتبال وایکام واندررز، باشگاه فوتبال نورث‌همپتون تاون، و تیم ملی فوتبال پاکستان اشاره کرد.
وی همچنین در تیم‌های ملی فوتبال پاکستان و زیر ۲۱ سال پاکستان بازی کرده‌است.